# گودوگا، نیو ساوت ولز
گودوگا (به انگلیسی: Goodooga) یک شهرک در استرالیا است که در نیو ساوت ولز واقع شده‌است.